# بوب ديفيدسون (لاعب كرة قاعدة)
بوب ديفيدسون (بالإنجليزية: Bob Davidson)‏ هو لاعب كرة قاعدة أمريكي، ولد في 6 يناير 1963 في باد كرويتسناخ في ألمانيا.